# Acker-Mannsschild
Der Acker-Mannsschild (Androsace maxima), auch als Riesenkelch-Mannsschild, Riesen-Mannsschild, Großer Mannsschild und Kelch-Mannsschild bezeichnet, ist eine Pflanzenart aus der Gattung Mannsschild (Androsace) innerhalb der Familie der Primelgewächse (Primulaceae).

## Beschreibung

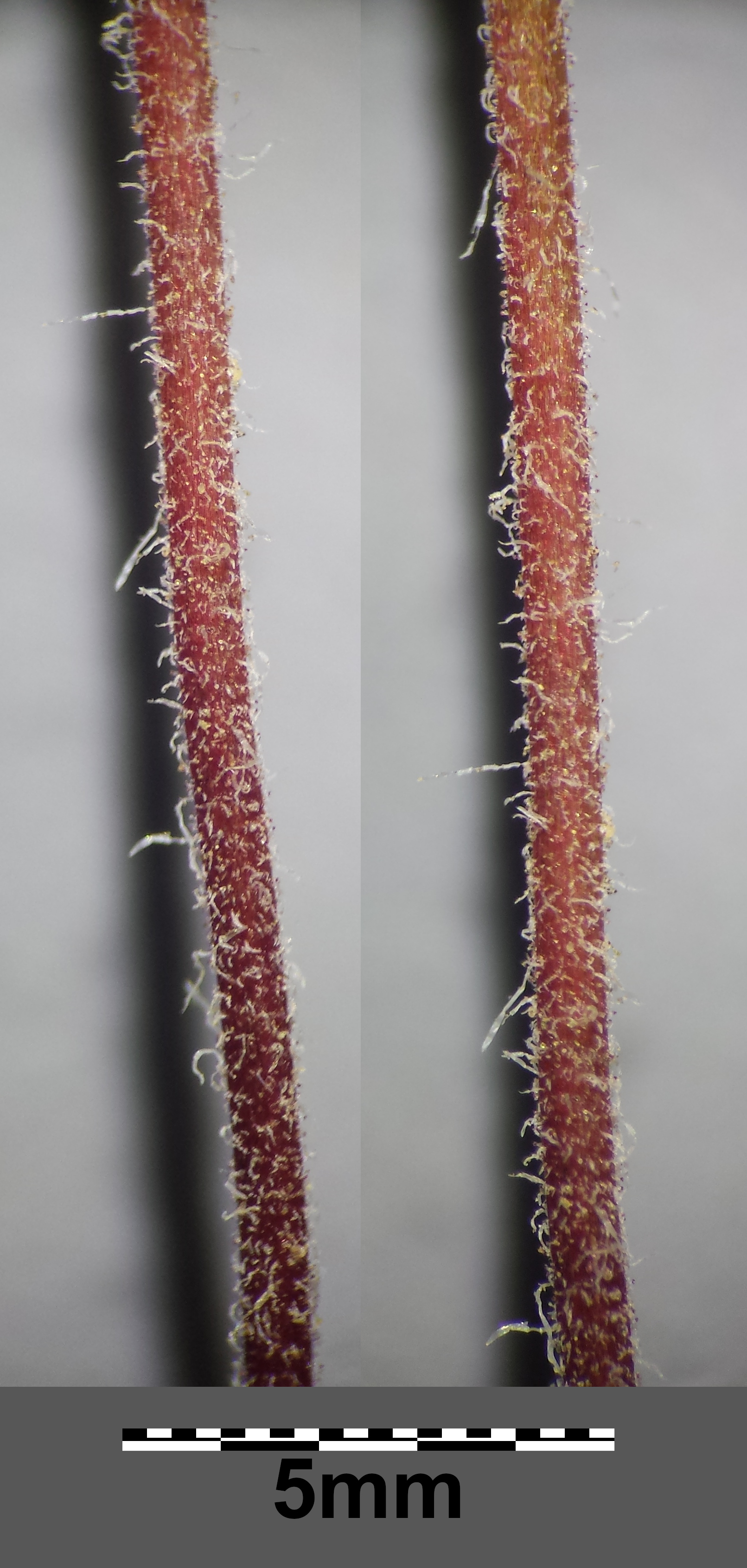
Blütenstandsschäfte mit Trichomen

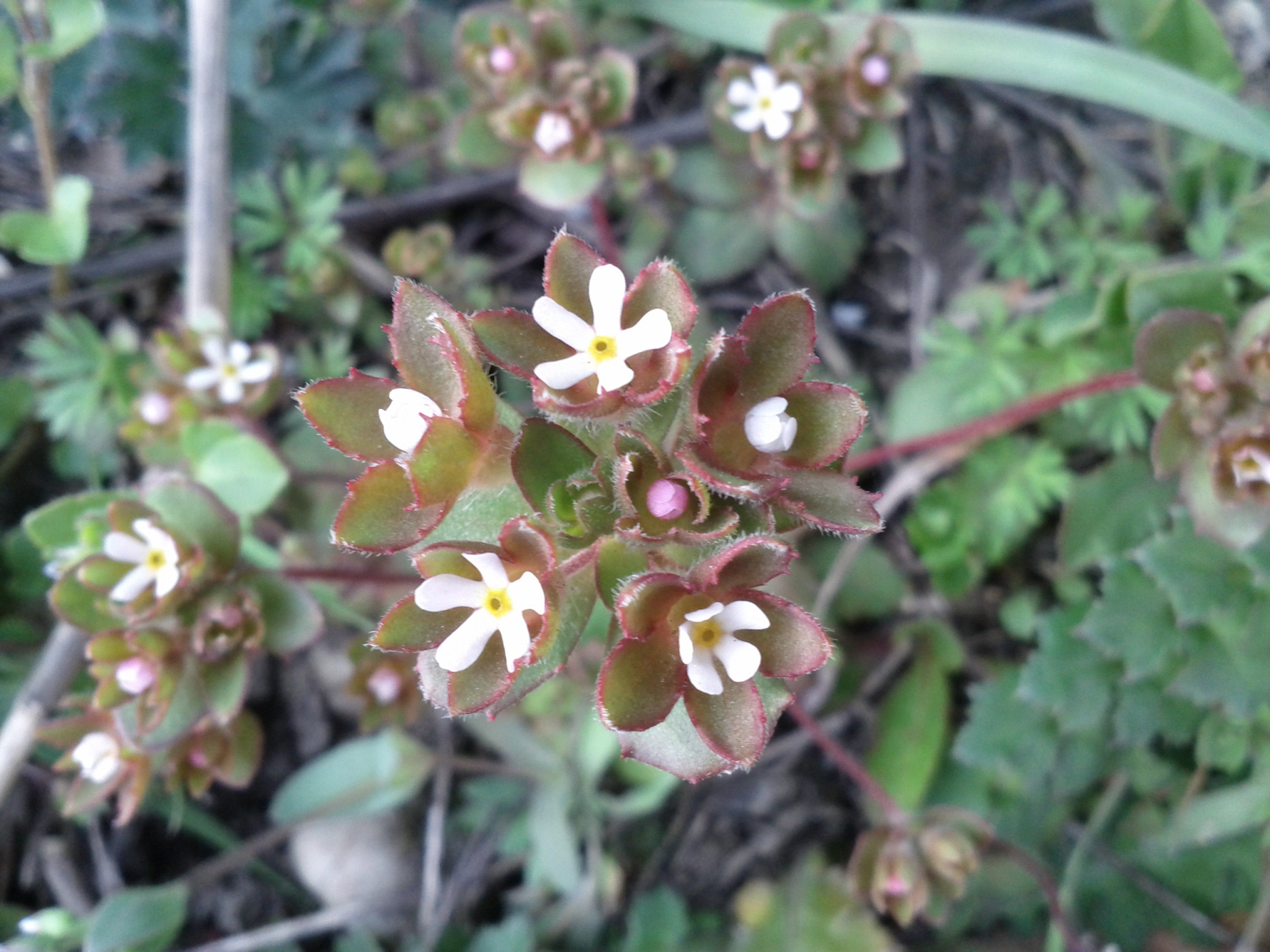
Blütenstand mit fünfzähligen Blüten

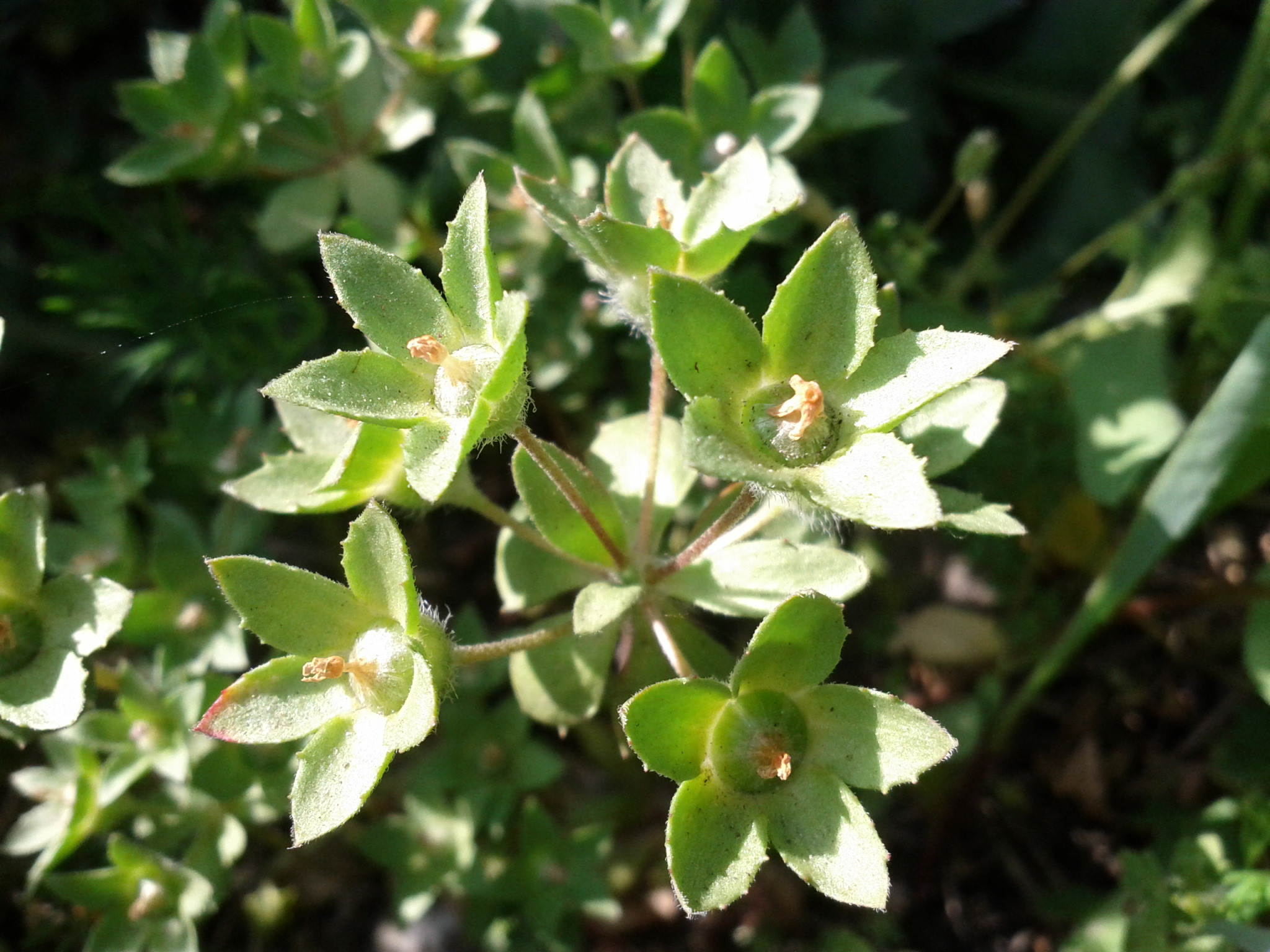
Fruchtstand

### Vegetative Merkmale
Der Acker-Mannsschild wächst als einjährige, krautige Pflanze und erreicht eine Wuchshöhe von 3 bis meist 5 bis 15 Zentimetern. Es wird eine dünne Pfahlwurzel gebildet. Er besitzt keine nichtblühende Rosetten.
Alle Laubblätter sind in einer grundständigen Rosette angeordnet. Die einfache Blattspreite ist bei einer Länge von meist 1 bis 3 (0,5 bis 3,5) Zentimetern sowie einer Breite von 2 bis 5, selten bis zu 20 Millimetern mehr oder weniger schmal eiförmig, verkehrt-lanzettlich oder länglich-lanzettlich mit spitzem bis fast stumpfem oberen Ende. Die Blattspreite ist an ihrer Basis in einen kurzen und breiten Blattstiel zusammengezogen oder es ist kein Blattstiel erkennbar. Der Blattrand ist im oberen Bereich gezähnt. Die Blattfläche ist zottig behaart bis verkahlend.

### Generative Merkmale
Die Blütezeit beginnt teilweise im März und reicht bis April oder April bis Mai. Je Pflanzenexemplar werden zwei bis viele mit einfachen, krausen Trichomen und winzigen weißen Drüsenhaaren flaumig behaarten 2 bis 7,5 Zentimeter lange Blütenstandsschäfte gebildet, die sich in den Achseln der oberen Laubblätter befinden. Der doldige Blütenstand enthält mehrere Blüten. Die spärlich zottig behaarten Tragblätter ähneln den Laubblättern und sind mit einer Länge von 1 bis, meist 5 bis 15 Millimetern gleich lang oder länger als der Blütenstiel und einer Breite von 1 bis 4,5 Millimetern elliptisch bis verkehrt-eiförmig. Der Blütenstiel ist 4 bis 8 Millimeter lang.
Die zwittrigen Blüten sind radiärsymmetrisch und fünfzählig mit doppelter Blütenhülle. Die fünf spärlich zottig gehaarten, während der Anthese 5 bis 6 Millimeter lange und sich bis zur Fruchtreife auf 8 bis 10 Millimeter vergrößernde Kelchblätter sind nur ein Drittel, aber auf alle Fälle weniger als die Hälfte ihrer Länge glockenförmig verwachsen und ihre fünf Kelchzipfel sind eiförmig-dreieckigen oder dreieckig-lanzettlich mit spitzen oder zugespitzten oberen Enden. Die weißen, teils hell-rosafarbenen Blütenkronen besitzen im Schlund fünf kurze, gelbe, beim Verblühen meist rötlich werdende Schuppen. Sie sind etwa 4 Millimeter lang. Die Kronröhre ist gegen den Schlund zu verengt. Die fünf am oberen Ende gerundeten Kronzipfel sind bei einer Länge von meist 2 bis 3 (1 bis 5) Millimetern länglich und sind wenig kürzer oder deutlich länger als die Kronenröhre. Die Blüten sind nicht verschiedengriffelig (keine Heterostylie bei dieser Art).
Die Kapselfrucht ist bei einer Länge von 4,5 bis 6 Millimetern kugelig und halb so lang wie der Kelch und enthält nicht viele Samen. Die Samen sind mit einer Länge von 2 bis 2,5 Millimetern relativ groß und dreikantig.
Die Chromosomengrundzahl beträgt x = 10; es wurden Chromosomenzahlen 2n = von 20, etwa 36 bis 38, 40, 52, 54, 58 bis 60 oder bis 80 gefunden.

## Ökologie
Beim Acker-Mannsschild handelt es sich um einen Therophyten.

## Vorkommen und Gefährdung
Der Acker-Mannsschild ist in Süd-, Mittel- sowie Osteuropa, über West- sowie Zentralasien bis China und Nord- und Westafrika weitverbreitet. Es gibt Fundortangaben für Algerien, Marokko, Tunesien, Spanien, Andorra, Frankreich, Italien, die Schweiz, Österreich, Deutschland, Polen, Ungarn, die Slowakei, Serbien, Kroatien, Bulgarien, Rumänien, Moldawien, die Ukraine, Belarus, Griechenland, Zypern, die Türkei, Syrien, Israel, Jordanien, Libanon, Armenien, Kasachstan, Kirgisistan, Tadschikistan, Turkmenistan, Usbekistan, Russland, Afghanistan, die Mongolei, die Innere Mongolei und die chinesischen Provinzen Gansu, Ningxia, Shaanxi, Shanxi sowie nördliches Xinjiang. Der Acker-Mannsschild kommt in Mitteleuropa selten bis sehr selten vor. Im deutschsprachigen Raum der Acker-Mannsschild in Österreich und der Schweiz heimisch. In Österreich tritt der Acker-Mannsschild nur im pannonischen Gebiet der Bundesländer Wien, Niederösterreich und Burgenland selten auf. In Österreich gilt der Acker-Mannsschild als vom Aussterben bedroht.
Der Acker-Mannsschild gedeiht in Mitteleuropa auf steinig-lückige Getreideäcker, Weingärten, Böschungen, Bahndämme und trockene Ruderalstellen der collinen bis submontanen Höhenstufe. Der Acker-Mannsschild ist in Mitteleuropa eine Charakterart des Verbandes Caucalidion lappulae, kommt aber in Osteuropa auch im Verband Alysso-Sedion vor.
Die ökologischen Zeigerwerte nach Landolt et al. 2010 sind in der Schweiz: Feuchtezahl F = 2 (mäßig trocken), Lichtzahl L = 4 (hell), Reaktionszahl R = 4 (neutral bis basisch), Temperaturzahl T = 4+ (warm-kollin), Nährstoffzahl N = 3 (mäßig nährstoffarm bis mäßig nährstoffreich), Kontinentalitätszahl K = 5 (kontinental), Salztoleranz 1 = tolerant.

## Systematik
Die Erstveröffentlichung von Androsace maxima erfolgte 1753 durch Carl von Linné in Species Plantarum, Tomus I, S. 141. Das Artepitheton maxima bedeutet „der/die Größte“ und bezieht sich bei dieser Art auf den Blütenkelch.
Je nach Autor gibt es Unterarten:
- Androsace maxima L. subsp. maxima
- Androsace maxima subsp. turczaninovii (Freyn) Fed. (Syn.: Androsace turczaninowii Freyn): Sie kommt in Moldawien, Russland, Belarus und in der Ukraine vor.[3]